# Marinella (cantante 1952)
Marinella, nome completo Marinella Bulzamini (Bologna, 17 ottobre 1952), è una cantante e showgirl italiana.

## Il personaggio
Marinella è un personaggio eclettico e semiserio che fa parte di un filone musicale ben definito degli anni ottanta: la canzone disimpegnata, comica, quasi goliardica (oggi si userebbe il termine demenziale o trash), che corrisponde in musica a quello che è stata la Commedia all'italiana nel cinema.
Rivolgendosi prevalentemente al mercato dei dischi per bambini, che proprio in quegli anni vive un vero e proprio boom di vendite, e con una strizzata d'occhio anche agli adulti attraverso la messa in ridicolo e la parodia di temi politici e di costume dell'epoca, Marinella si riallaccia al filone semiserio di gruppi come i Pandemonium, che è stato in parte anche una risposta all'impegno politico troppo marcato della musica degli anni settanta.
Due le partecipazioni a Sanremo: nel 1979 con la canzone Autunno, cadono le pagine gialle (scritta da Roberto Ferri, un delirante sfogo di una impiegata della Sip, alienata dai numeri telefonici), e nel 1981 con Ma chi te lo fa fare (di Vito Pallavicini e Gian Pietro Felisatti), sul palco con quattro figuranti per un balletto con una scopa di saggina, che comunque le frutterà un settimo posto davanti ad altri ben più blasonati big. Una buona voce squillante condita con qualche tocco di dialetto qua e là, rappresenterà comunque una simpatica ventata di rinnovo nel Festival in fulminea ripresa dopo i disastrosi anni 70.
Nel 1981 pubblicherà un LP con etichetta Dischi Ariston dal titolo del suo maggior successo Ma lascia stare, ma chi te lo fa fare, appunto. Già scorrendo i titoli appare chiaro l'intento comico (da Datemi del sugo a Mi è scaduto il libretto della mutua), pur con qualche accenno dolceamaro e con una canzone di chiusura, Cosa avete da ridere, nella quale interpreta la parte del clown triste.
Sempre nel 1981 incide la sigla (Il cammello) della prima edizione di Bim bum bam, il programma per bambini di Antenna Nord che presto confluirà nella neonata Italia 1. Forse per un soffio perde il ruolo di cantante di sigle per bambini della futura Mediaset, ruolo che tuttora ricopre la cantante Cristina D'Avena.
Incide quindi un ultimo 45 giri nel 1985 Colazione d'amore per etichetta Carosello, di stampo più melodico-romantico, dopo il quale se ne perdono le tracce.
Era la moglie del cantautore e musicista Roberto Ferri (1947-2022) che per lei ha scritto alcune canzoni.

## Discografia

### Album
- 1981 - Ma lascia stare, ma chi te lo fa fare

### Singoli
- 1979 - Autunno, cadono le pagine gialle/Datemi del sugo (Ariston AR/00847)
- 1979 - Su con la vita / Cosa avete da ridere (Ariston AR/00882)
- 1981 - Ma chi te lo fa fare/Ciao come spero di te(Ariston AR/00908)
- 1981 - Il cammello / Maria butta la pasta (Ariston AR/00919)
- 1985 - Colazione d'amore/Love Breakfast (lato B in inglese) (Carosello CI 20530)